# 1978年のラジオ (日本)
1978年のラジオ (日本)では、1978年の日本のラジオ番組、その他ラジオ界の動向について記す。

## 主なその他ラジオ関連の出来事
- 2月21日 - ラジオ関西はラジオ関東が独占中継する巨人戦ナイター中継をネットすることを発表[1]。
- 8月22日 - NHKラジオ第2放送、夜間の外国電波による混信被害軽減と難聴対策を図る為、1971年の秋田、1972年の熊本に続き、この日から札幌の同放送でも、今までの100KWから500KWに増力して、運用を開始[2]。
- 9月11日 - NHK-FM放送、東京・名古屋・大阪の3局を結ぶPCMデジタル回線を開通[3]。これにより、3局間で高品質なステレオ放送の同時放送が初めて可能となる。のち、1984年までにPCM回線の全国化が完了。
- 10月1日 - 岩手放送（現・IBC岩手放送）が開局25周年事業として「岩手百科事典」を刊行。
- 11月23日 - この日の9時01分（協定世界時0時01分）から、国内AMラジオ局の周波数を一斉変更[4]。日本時間では、多くの放送局がこれに先立つ5時00分（協定世界時22日20時）に放送上の日付切り替え基点（放送終了と放送開始の境目）を迎えていたため、放送開始からこの9時00分までは「試験放送」の名目で先行的に周波数変更を行った[5]。
  - この周波数変更は、夜間における国家間の放送混信を避けるための対策として、国際電気通信連合（ITU）の勧告に基づき、AM放送帯域内の送信チャンネルを10キロヘルツおきから9キロヘルツおきにすることによって、チャンネルを増やすためのもの。南北アメリカを除く全世界で一斉に実施された。
  - 日本短波放送、愛称を「ラジオたんぱ」に決定[5]。

## 節目

### 番組周年・記念回
2000回
8月28日 - ラジオ朝市（CBCラジオ）

## 特別番組

### 3月放送
- 22日 - ニュースネット日本列島3・22（NHKラジオ第1）

### 4月放送
- 1日 - チャリティ・ラジソン（熊本放送）[7]

### 7月放送
- 1日 - ラジオ大阪開局20周年記念特別番組 はたちのふれあい〜ラジオってなに?〜（ラジオ大阪）[8][9]

### 10月放送
- 10日 - チャリティーキャンペーン25時間ラジソン（南日本放送）[10]
- 22日 - きみはUFOを見たか?〜子どもの未来の詩（民放53社共同企画・48社同時放送）[10]

### 11月放送
- 23日
  - スーパーバラエティ これがラジオだ!（NHKラジオ第1）[5]
  - 生放送マイ・ラジオ首都圏午後1時（文化放送制作、TBSラジオ・ニッポン放送同時ネット）[5]
  - ラジオパニック・大阪大地震〜あなたは生き残れるか?〜（MBSラジオ）[11]

## 開始番組

### 1978年1月放送開始
毎日放送
- 8日 - ギャルズファンシーノート〜宇宙船エンジェル〜

### 1978年4月放送開始
NHKラジオ第1放送
- 4日 - おはようジョッキー
- 9日 - スポーツトピックス

山形放送
- 3日 - YBCハッピーロード

茨城放送
- 2日 - ラテンフォルクローレをご一緒に

東京放送
- 8日 - 久米宏の土曜ワイドラジオTOKYO
- 開始日不明 - クローズアップにっぽん

文化放送
- 3日 - オレンジ通り五番街
- 開始日不明
  - おはようニュース・パレード
  - マエタケの朝は自由大通り
  - 青春大通り

ニッポン放送
- 3日
  - 玉置宏の笑顔でこんにちは!
  - コロムビア・トップのお早よう6時です
  - ひやま信彦の早起きお楽しみ劇場

大阪放送
- 3日 - あらまあホンマ福笑の福袋
- 9日 - 鶴瓶・新野のぬかるみの世界

熊本放送
- 3日 - SBCラジオジャーナル[7]

民放AM各局
- 開始日不明 - 太田裕美の公園通り一丁目[12]

日本短波放送
- 開始日不明
  - 4時のふれあいスタジオ
  - 星空ワイド90分・10時のとんでる放送局
  - たんぱストレート・ナイター

### 1978年5月放送開始
青森放送
- 6日 - RAB耳の新聞

エフエム東京
- 1日 - 昼のスカイスタジオ 〜ミュージック・プランツォ〜

### 1978年6月放送開始
エフエム東京
- 4日 - 翔べ光の中へ[12]

### 1978年10月放送開始
東京放送
- 2日
  - 三菱ふそう全国縦断・榎さんのおはようさん〜!
  - 砂川啓介の耳コミランチタイム
- 17日 - 郁恵のフレッシュミュージック[12]
- 開始日不明 - モンスターワイド 高松しげおのトンデモ100分!

文化放送
- 開始日不明 - 友よ!森繁だ

ニッポン放送
- 3日 - 花の五大スター チャンピオン大放送
- 9日 - 激突!サウンド・フィーバー
- 開始日不明 - 山口百恵のカラフル・ポップコーン[12]

静岡放送
- 7日 - 藤村有弘の東海道それゆけ四時間

東海ラジオ放送
- 2日 - ぶっつけワイド

毎日放送
- 2日 - スタジオ・セブン・セブン
- 15日 - ふれあい広場決定版

大阪放送
- 2日
  - Oh!ハッピーモーニング
  - JAM JAM 11

### 1978年11月放送開始
NHKラジオ第1放送
- 20日 - 連続ラジオ小説[13]
- 24日
  - くらしのカレンダー[13]
  - ことばの十字路[13]
  - ラジオジャーナル[13]
  - 演芸広場
  - おしゃべり歌謡曲[13]
  - トラベルジョッキー[13]
  - 健康百科[13]
  - 新日本百景
- 25日
  - コメディーおせっかい横丁[13]
  - 芸と人[13]
  - 真打ち競演[13]
  - 音楽の窓
- 26日
  - 昭和歌謡大全集[13]
  - しらべによせて[13]
- 27日 - 人物春秋
- 28日 - ひざをまじえて
- 29日 - おやじと私

NHK-FM放送
- 20日 - ふたりの部屋[13]
- 23日
  - 朝のポップス
  - FMクラシックアワー[13]
  - サウンドストリート[13]
  - クロスオーバーイレブン[13]
- 25日
  - たのしいコーラス
  - ウィークエンドジャズ[13]
  - ニューヒット歌謡情報[13]
  - ラジオ劇場[13]
- 26日
  - ブラスのひびき
  - セッション[13]
  - マイラブリーポップス[13]

### 開始日不明
エフエム大阪
- サウンズ・ウィズ・コーク COME ON IN MUSIC

極東放送
- KHRチャレンジ・ナイター

## 終了番組

### 1978年3月放送終了
文化放送
- 31日 - ダイナミックレーダー〜歌謡曲でいこう!〜

ニッポン放送
- 31日 - 村上正行のお早よう6時です ※1980年に再開

近畿放送
- 27日 - サンマルコからボンジョルノ

### 1978年9月放送終了
東京放送
- 29日 - 榎さんのお昼だよ〜!

### 1978年11月放送終了
NHKラジオ第1放送
- 17日 - 若いこだま

NHK-FM放送
- 13日 - FMリサイタル
- 18日 - 朝のしらベ
- 19日 - ヤングジョッキー
- 22日 - 夜のしらベ